# MCA Records
MCA Records byla americká nahrávací společnost, vlastněná společností MCA Inc., která později ovládala větší společnost MCA Music Entertainment Group, jejíž částí MCA Records byla.

## Historie
MCA vstoupila do nahrávacího průmyslu v roce 1962 zakoupením značky Decca Records se sídlem v New Yorku, včetně Coral Records a Brunswick Records. Protože Americká Decca vlastnila Universal Pictures, MCA získala plné vlastnictví filmového studia Universal Pictures, které se dostalo mezi nejlepší studia v městě. V roce 1966 při MCA vznikla značka Uni Records a v roce 1967 byla koupena značka Kapp Records.

## MCA Records mimo USA
Decca Records, vlastněná společností MCA, měla práva ke jménu Decca pouze v Severní Americe. Britská Decca vlastnila práva spojená se jménem Decca ve zbývající většině světa. Obě společnosti Decca, byly během 2. světové války, na základě anti-trustového zákona, přinuceny přerušit vzájemné vazby. Po válce britská Decca formovala americkou pobočku, London Records.
Americká Decca vydávala své nahrávky prostřednictvím značek Brunswick a Coral. V roce 1967 byly značky Brunswick a Coral nahrazeny značkou MCA, která vydávala materiály americké Decca a Kapp mimo území severní Ameriky.
Prvními umělci, kteří se objevili na nové značce MCA, byly převážně britské rockové skupiny: Budgie, Stackridge a Wishbone Ash.

## Umělci působící u MCA Records
- Aqua
- Bell Biv Devoe
- Mary J. Blige
- Beijing Spring
- Blackalicious
- Blink-182
- Boston
- Bobby Brown
- Budgie
- Jimmy Buffett
- The Cardigans
- Belinda Carlisle
- Cher (u Kapp Records od 1971 do 1972)
- Oingo Boingo (u I.R.S. Records od 1979 do 1984)
- Colosseum II
- Common
- Alice Cooper
- The Crusaders
- Kiki Dee (Rocket/MCA)
- Neil Diamond
- Joe Dolce
- Donna De Lory
- Sheena Easton
- The Fixx
- Guy
- Aaron Hall
- Damion Hall
- Anthony Hamilton
- Tasha Holiday
- Rupert Holmes
- II D Extreme
- Immature
- The Jets
- Jodeci
- Elton John
- K-Ci & JoJo
- July For Kings
- B.B. King
- Klymaxx
- Femi Kuti
- Leapy Lee
- London Jones
- Lynyrd Skynyrd
- Patti Labelle
- Meat Loaf
- Dannii Minogue
- Monteco
- Gary Moore
- Alanis Morissette
- Musical Youth
- New Edition
- New Found Glory
- Olivia Newton-Johnová
- Night Ranger
- Kardinal Offishall
- Tom Petty and the Heartbreakers
- Poco
- Jesse Powell
- Ralph Tresvant
- Raven-Symone
- Ready for the World
- The Roots
- Buffy Sainte-Marie
- Telly Savalas
- Neil Sedaka (Rocket/MCA)
- Shai
- Soul for Real
- Spinal Tap
- Spyro Gyra
- Stackridge
- Steely Dan
- Sublime
- Tiffany
- Triumph
- Trixter
- Tracey Ullman (Stiff/MCA)
- The Who (pouze USA a Kanada)
- Wishbone Ash